# HMS Caesar (R07)
«Сізар» (R07) (англ. HMS Caesar (R07) — військовий корабель, ескадрений міноносець типу «C» підтипу «Ca» Королівського військово-морського флоту Великої Британії за часів Другої світової та Холодної війни.
«Сізар» був закладений 3 квітня 1943 року на верфі компанії John Brown & Company у Клайдбанку. 14 лютого 1944 року він був спущений на воду, а 5 жовтня 1944 року увійшов до складу Королівських ВМС Великої Британії.
За часів Другої світової війни «Сізар» брав участь у бойових діях на морі поблизу берегів Європи, супроводжував арктичні конвої, та в Тихому й Індійському океанах. У післявоєнний час продовжив службу на Далекому Сході.

## Бойовий шлях
1 грудня есмінець «Сізар» брав участь в ескорті конвою JW 62, який супроводжували ескортні авіаносці «Наірана», «Кампаніа», крейсер «Беллона» та есмінці «Бігл», «Бульдог», «Кембріан», «Кепріс», «Кеппель», «Обідіент», «Онслот», «Орібі», «Онслоу», «Оруелл», «Оффа» та норвезький «Сторд»; фрегати «Лох Елві», «Порт-Колборн», «Тортола», «Багамас», «Еглантіне», «Сомаліленд» та «Монноу»; корвети «Елінгтон Касл», «Тансберг Касл»..
11 грудня 1944 року «Кассандра» був уражений торпедою підводного човна U-365 під командуванням оберлейтенанта-цур-зее Дітера Тоденгагена, загинуло 62 особи. На зворотному шляху до Британії ескорт та літаки підтримки потопили німецькі човни U-387 і U-365.
Після війни «Сізар» перевели до резерву. Поряд з іншими есмінцями групи «Са», між 1957 і 1960 роками його модернізували в Росайті. У вересні 1960 року став флагманським кораблем 8-ї ескадри есмінців, більшість його служби проходила на Далекому Сході.
У червні 1965 року «Сізар» був виведений зі складу флоту та переведений до Чатема, де 13 грудня 1966 року проданий на злам.